# ニムラト・カウル
ニムラト・カウル（Nimrat Kaur、1982年3月13日 - ）は、インドの女優。代表作には『めぐり逢わせのお弁当』『HOMELAND』がある。

## 生い立ち
ラージャスターン州ピラニのシク教徒家庭に生まれる。父はインド陸軍の将校であり、妹ルビナはベンガルールで心理学者として活動している。一家はパティヤーラーに移住し、ニムラトは同地のヤダヴィンドラ公立学校で教育を受けた。1994年に父がカシミール人テロリストに拉致・殺害され、一家はノイダに移住してニムラトは同地のデリー公立学校に進学した。その後はデリー大学シュリラーム商業校で商業の学位を取得した。

## キャリア

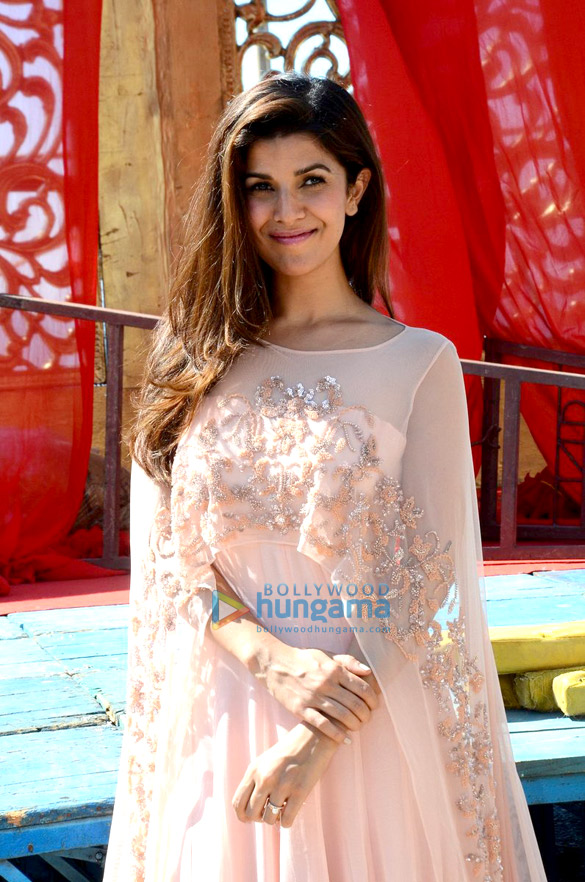
『エアリフト 〜緊急空輸〜』のイベントに出席するニムラト・カウル（2016年）

大学卒業後、ニムラトはムンバイに移住してモデル活動を始めた。その後は舞台女優としてスニール・シャンバーグやマナーヴ・カウルの演出する『Baghdad Wedding』『All About Women』『Red Sparrow』などに出演した。2004年にはアプルヴァ・アスラニが手掛けたクマール・サヌーの「Tera Mera Pyar」、シュレヤ・ゴシャルの「Yeh Kya Hua」に出演している。また、テレビコマーシャルにも出演している。
2006年にアメリカ合衆国の映画『One Night with the King』で端役出演した。2012年にアヌラーグ・カシャップの『Peddlers』でボリウッドデビューし、同作はカンヌ国際映画祭で上映され好評を得た。ニムラトはキャドバリーの広告に出演したことをきっかけに知名度を上げた。2013年に出演した『めぐり逢わせのお弁当』は第68回カンヌ国際映画祭の国際批評家週間で上映され、批評的・興行的に大きな成功を収めた。ニムラトは夫との関係が冷え切った中でイルファーン・カーン演じる男性サージャンと恋に落ちる女性イラ役を演じ、批評家から演技を絶賛された。Rediff.comのラジャ・セン、バラエティ誌のジャイ・ウェイスバーグ、ザ・テレグラフのプラティム・D・グプタなどが彼女の演技を高く評価している。
2014年にアメリカのテレビシリーズ『HOMELAND』でパキスタン軍統合情報局エージェントのタスニーム・クレイシ役を演じた。同年にサウラブ・シュクラの監督映画でラージクマール・ラーオと共演することが発表された。2016年には『エアリフト 〜緊急空輸〜』でアクシャイ・クマールと共演した。同作はクウェート侵攻時のクウェートからのインド人脱出を題材にしており、ラジーヴ・マサンドなどの批評家から高い評価を得た。また、興行的にも大きな成功を収めている。同年にはアメリカのテレビシリーズ『Wayward Pines』にも出演している。2017年にウェブシリーズ『The Test Case』で主人公シーカー・シャルマ役を演じ、2020年には『HOMELAND』第8シーズンに出演している。

## フィルモグラフィー

### 映画
- Yahaan（2005年）

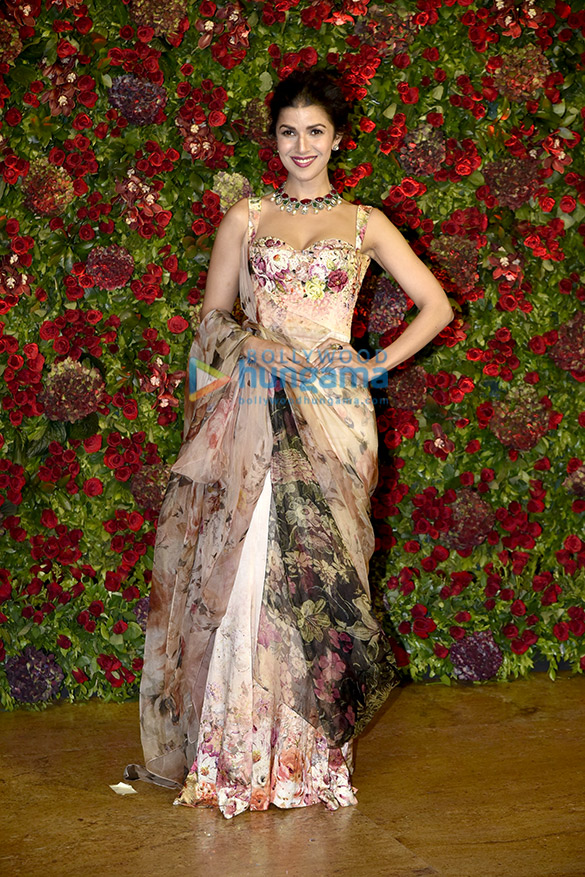
ディーピカー・パードゥコーンとランヴィール・シンの結婚披露宴に出席するニムラト・カウル（2018年）

- One Night with the King（2006年）
- Encounter（2010年）
- Peddlers（2012年）
- Luv Shuv Tey Chicken Khurana（2012年）
- めぐり逢わせのお弁当（2013年）
- El'ayichi（2015年）[33]
- エアリフト 〜緊急空輸〜（英語版）（2016年）

### テレビシリーズ
- HOMELAND（2014年、2020年）[34]
- Wayward Pines（2016年）[35]
- ファウンデーション (2023年)

### ミュージックビデオ
- Tera Mera Pyar（2005年）[36]
- Ye Kya Hua（2005年）
- Chaandan Mein（2009年）

### ウェブシリーズ
- Love Shots（2016年）[37]
- The Test Case（2017年）[29]